# Distrito de Bengasi
El Distrito de Bengasi (en árabe: شعبية بنغازي‎) es uno de los 22 distritos de Libia. Su capital es la ciudad de Bengasi. Posee costas sobre el mar Mediterráneo.